# چیزهای ناچیز احمقانه
«چیزهای ناچیز احمقانه» تک‌آهنگی از هنرمند اهل ایالات متحده آمریکا آناستازیا است که در ۴ آوریل ۲۰۱۴ منتشر شد.